# NdisWrapper

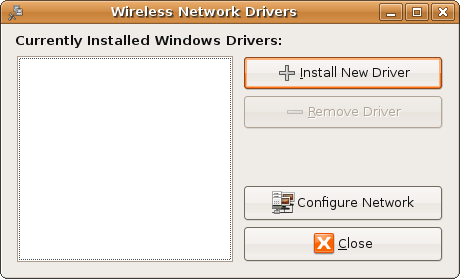
Ndisgtk en Ubuntu 8.04

NdisWrapper és un embolcall de controladors de codi obert que permet l'ús de la majoria de targetes sense fils al sistema operatiu Linux utilitzant el nucli de Windows. En aquesta implementació les APIs s'enllacen dinàmicament amb el controlador per a Windows.
Aquest projecte és de gran importància, ja que molts fabricants no distribueixen controladors per Linux a les seves targetes sense fils. També hi ha disponible un projecte equivalent sota FreeBSD i NetBSD anomenat Project Evil, que funciona similarment a NdisWrapper. Project Evil no és disponible per OpenBSD.

## Instal·lació
La majoria de distribucions GNU/Linux incorporen NDISwrapper, ja sigui per defecte o a través del seu sistema de gestió de paquets, que és l'opció més còmoda i recomanada per a usuaris no iniciats.
Instal·lar NDISwrapper a partir del codi font pot ser una mica complicat, però en el lloc web de NDISwrapper es proporcionen instruccions per a la seva instal·lació manual. No obstant això, abans de procedir amb aquest tipus d'instal·lació, l'usuari hauria de tenir certa experiència i coneixements sobre administració bàsica de xarxa i compilació de paquets en entorn Linux.

## Frontals gràfiques
Hi ha frontals gràfiques per NDISwrapper, com són Ndisgtk i NdisConfig, que permeten que s'instal·li NDISwrapper utilitzant una interfície gràfica d'usuari, en lloc de la línia d'ordres.